# Carl Henrik Thörnberg
Carl Henrik Thörnberg, född i Karlskrona 29 januari 1834, död där 7 juni 1909, var en svensk tidningsman.
Thörnberg var skeppsgosse i de tidiga tonåren och arbetade senare vid Karlskronavarvet. Mellan 1856 och 1872 var han medarbetare i Blekings-Posten.
Därefter var han i rask takt redaktör för tre av Karlskronas tidningar: Carlskrona Weckoblad 1873 till januari 1874, Blekinge Läns Tidning februari-augusti 1874 och Nyare Blekings-Posten från september 1874. Han förblev redaktör för Nyare Blekings-Posten fram till tidningens nedläggelse 1884.
Från 1885 till juni 1890 var han medarbetare vid Karlskrona Weckoblad. Från juli 1890 till 1904 var han medarbetare vid Blekinge Läns Tidning.